# Dodona esakii
Dodona esakii är en fjärilsart som beskrevs av Shirôzu 1952. Dodona esakii ingår i släktet Dodona och familjen Riodinidae. Inga underarter finns listade i Catalogue of Life.